# Estefan Cortes-Vargas
Estefan Cortes-Vargas (né en 1990 ou 1991) est une personnalité politique canadienne, élue à l'Assemblée législative de l'Alberta lors de l'élection provinciale de 2015, et qui représente Strathcona-Sherwood Park en tant que membre du Nouveau Parti démocratique de l'Alberta.
Estefan est non-binaire et transgenre, et fait partie du groupe des trois premiers membres de l'Assemblée législative de l'Alberta ouvertement LGBT, avec Michael Connolly et Ricardo Miranda.